# Aú batido
Aú batido (chute em cartwheel) é um chute tradicional da capoeira, derivado do movimento do aú. É conhecido por vários nomes em outras disciplinas, como breakdancing e MMA.
O aú batido teve origem como um golpe de combate, mas se tornou muito popular como floreio, ou seja, um movimento acrobático decorativo. Provavelmente é o movimento de capoeira mais fotografado.
Assim como muitas outras técnicas fundamentais da capoeira, o aú batido tem sua origem no Engolo.

## Nomes
O nome banto para essa técnica no engolo é okusana omaulo-ese (chute em aú ou parada de mão).
Na capoeira, esse chute possui diversos nomes, incluindo aú batido (chute em cartwheel), aú quebrado (aú quebrado), aú malandro, beija-flor, bico de papagaio e aú Amazonas.
No breakdancing, uma versão mais decorativa do chute em cartwheel é conhecida como L-kick.

## História
Engolo, uma arte marcial angolana considerada a arte ancestral da capoeira, utiliza vários chutes em cartwheel, incluindo o aú batido, como parte do seu repertório ofensivo. Um dos desenhos de Neves e Sousa mostra claramente essa técnica.
Muitas posições invertidas do engolo e da capoeira, incluindo a parada de mão, aú, rabo de arraia e outras, acreditam-se terem origem no uso da parada de mão pelos xamãs bantos, que imitavam seus ancestrais que andavam sobre as mãos no mundo espiritual.
O aú batido foi introduzido com sucesso no mixed martial arts pelo lutador Anthony Pettis, que tem formação em capoeira e usou o movimento contra Shane Roller no WEC 50.

## Técnica
Um dos braços é usado para sustentar o corpo no ar enquanto uma perna realiza um chute alto direcionado à cabeça ou ao tronco do oponente.
O chute em cartwheel é executado lançando o corpo em um movimento de aú, mas em vez de completar a roda, o corpo se flexiona, apoiado por uma mão no chão. Uma perna é trazida para baixo e para frente em um movimento de chute, enquanto a outra permanece no ar (dando origem ao nome).
Um erro comum ao realizar o aú quebrado é tentar chutar a perna para o lado. Ao contrário, a perna deve chutar para frente e para dentro; caso contrário, a articulação onde a coxa encontra o quadril restringirá o movimento.

## Aplicação
Este movimento pode ser usado tanto ofensiva quanto defensivamente, sendo a aplicação defensiva geralmente quando se tenta realizar um aú e o oponente ataca. O chute em cartwheel também pode ser usado para golpes descendentes contra um adversário baixo. Por fim, pode ser usado no jogo como um floreio, para demonstrar destreza física e agilidade.

## Variações
Existem muitas variações deste chute, incluindo:
- aú batido duplo, executado com as duas pernas.
- aú batido fechado, onde ambas as pernas são dobradas em posição de agachamento.
- Chute em L, em que ambas as pernas estão estendidas, formando um ângulo reto.

### Chute em L

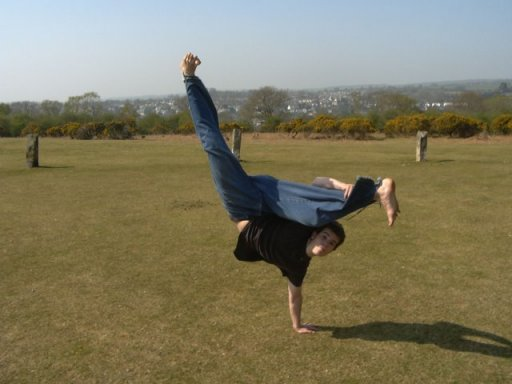
Um chute em L.

No breakdance, o chute em L geralmente é considerado um freeze antes de retornar à posição em pé. As variações incluem o pike freeze, em que a perna não chutadora é dobrada dramaticamente em direção ao corpo de forma que as pernas lembram a forma de uma espingarda; o L-kick com cotovelo, onde o movimento é sustentado pelo cotovelo e antebraço no chão, em vez de apenas uma mão; e o câmbio capoeira, onde chutes em L são executados alternando de uma perna para a outra, em direções diferentes e sem completar o movimento de cartwheel.